# Петрова, Эвелина
Эвелина Петрова (27 мая 1974, Кингисепп) — российский музыкант, композитор, аккордеонистка, работающая в стилях джаз, фолк, фьюжн; исполнительница экспериментальной музыки.

## Биография
«Редчайшая находка в бесконечно повторяющемся и зацикленном на себе мире популярной музыки. Яркое пламя, под совершенно неожиданным углом осветившее безопасную гавань фольклора и бросающее вызов классическому авангарду. Фрэнк Заппа, смешанный с Валькирией и подпитанный тестостероном» — так ошеломленный Йен Андерсон отозвался о питерской аккордеонистке и певице Эвелине Петровой после того, как она выступила в составе его легендарных Jethro Tull на сцене «Октябрьского».

Эвелина Петрова в 1994 г. окончила музыкальное училище имени Мусоргского в Санкт-Петербурге по классу аккордеона. После окончания училища поступила в Академию театрального искусства в мастерскую Вячеслава Гайворонского на курс «Театра музыкальной импровизации». В стенах театральной академии была непременным участником всех художественных акций и концертов, инициируемых В. Гайворонским, в ансамбле, а затем и в дуэте с которым занималась джазовой импровизацией и приобщалась к широкому эстетическому кругу новой музыки.
В 2002 году закончила Санкт-Петербургскую государственную консерваторию имени Н. А. Римского-Корсакова.
С 1997 года играла в составе дуэта с В. Гайворонским (труба).
В 1998 году на V Международном конкурсе, посвященном Астору Пиаццолла в Италии (Castelfidardo), дуэт получил специальный приз за оригинальность.
В 1999 году по единогласному мнению российских джазовых критиков Эвелина Петрова была названа открытием года.
С 2001 года Эвелина Петрова вместе с петербургским музыкантом Виктором Соболенко (виолончель) выступает с проектом «Северное танго».
Наряду с работой в различных музыкальных проектах и акциях Эвелина играет соло. После записи авторского альбома «Годовой круг», изданного британской студией Leo Records в 2004 году, Эвелина Петрова постоянно выступает с сольными программами на фестивалях и в музыкальных клубах Голландии, Франции, Англии, Германии, Бельгии, Словении, Финляндии, Италии, Норвегии и Канады.
В 2007 году на Leo Records вышел второй альбом музыки Эвелины Петровой в дуэте с Александром Баланеску (Upside down), одним из наиболее оригинальных и непредсказуемых музыкантов нашего времени.
Одним из экспериментальных проектов с пластическим искусством являлся спектакль «Укрощение бабочки» с танцовщицей театра «ДЕРЕВО» Таней Хабаровой. Идея спектакля родилась в Италии на фестивале в городе Мачерата и основывается на мифологии, сказке и древних русских обрядах. Leo Records выпустил альбом (‘Living water") с музыкой, записанной с этого спектакля в Интерьерном театре (СПб).

## Акции, проекты, сотрудничество с другими артистами
- Совместный проект со скрипачом и композитором Александром Баланеску (Великобритания).
- Спектакль с Таней Хабаровой (театр «ДЕРЕВО») «Укрощение бабочки».
- Совместный проект «Северное танго» с композитором и виолончелистом Виктором Соболенко (СПб)
- Совместный концерт с Ивой Биттовой, скрипка (Чехия) Vooruit, Бельгия.
- Сотрудничество с Бертом Ван Лаэтемом, скрипка (Бельгия).
- Совместный проект «The Others» с Александром Баланеску и Miniature Musical Circus (Лондон).
- Проект «Немое кино + живая музыка»: «Фауст» режиссёр Фридрих Вильгельм Мурнау, 1926, Германия; «Неизвестный» режиссёр Тод Браунинг, 1927, США; короткие анимационные фильмы Лотты Райнигер, 1922, Германия. Композитор и исполнитель Эвелина Петрова.
- «Ties». Совместный проект компании SOUNDUK с Жизель Эдвардс и режиссёром Эммой Бернард (Великобритания).
- Международная музыкальная акция «Бах-2000», Москва.
- Работа, как композитора, в фильме Светланы Проскуриной «Лучшее время Года» 2007 — Россия.
- Сотрудничество с Модным домом Лилии Киселенко в качестве композитора.

## Дискография
- «Living water». Leo Records, 2009
- «Upside down». Leo Records, 2007
- «Year’s cycle». Leo Records, 2004
- «The northern tango». St. Petersburg, 2002
- «Homeless songs». Solyd Records, 2001
- «Chonyi Together». Leo Records, 1999
- «Postfactum». Solyd Records, 1999